# Malo'
 (juillet 2023).
La mise en forme du texte ne suit pas les recommandations de Wikipédia : il faut le « wikifier ».
Les points d'amélioration suivants sont les cas les plus fréquents. Le détail des points à revoir est peut-être précisé sur la page de discussion.
- Les titres sont pré-formatés par le logiciel. Ils ne sont ni en capitales, ni en gras.
- Le texte ne doit pas être écrit en capitales (les noms de famille non plus), ni en gras, ni en italique, ni en « petit »…
- Le gras n'est utilisé que pour surligner le titre de l'article dans l'introduction, une seule fois.
- L'italique est rarement utilisé : mots en langue étrangère, titres d'œuvres, noms de bateaux, etc.
- Les citations ne sont pas en italique mais en corps de texte normal. Elles sont entourées par des guillemets français : « et ».
- Les listes à puces sont à éviter, des paragraphes rédigés étant largement préférés. Les tableaux sont à réserver à la présentation de données structurées (résultats, etc.).
- Les appels de note de bas de page (petits chiffres en exposant, introduits par l'outil «  Source ») sont à placer entre la fin de phrase et le point final[comme ça].
- Les liens internes (vers d'autres articles de Wikipédia) sont à choisir avec parcimonie. Créez des liens vers des articles approfondissant le sujet. Les termes génériques sans rapport avec le sujet sont à éviter, ainsi que les répétitions de liens vers un même terme.
- Les liens externes sont à placer uniquement dans une section « Liens externes », à la fin de l'article. Ces liens sont à choisir avec parcimonie suivant les règles définies. Si un lien sert de source à l'article, son insertion dans le texte est à faire par les notes de bas de page.
- La présentation des références doit suivre les conventions bibliographiques. Il est recommandé d'utiliser les modèles {{Ouvrage}}, {{Chapitre}}, {{Article}}, {{Lien web}} et/ou {{Bibliographie}}. Le mode d'édition visuel peut mettre en forme automatiquement les références.
- Insérer une infobox (cadre d'informations à droite) n'est pas obligatoire pour parachever la mise en page.

Pour une aide détaillée, merci de consulter Aide:Wikification.
Si vous pensez que ces points ont été résolus, vous pouvez retirer ce bandeau et améliorer la mise en forme d'un autre article.
Pour les articles homonymes, voir Malo.
Malory Pablo Legardinier, connu professionnellement sous le nom de Malo', est un chanteur et auteur-compositeur franco-australien, né à Caen le 20 avril 1994.

## Biographie

### Jeunesse
Malo' naît le 20 avril 1994 près de Caen, en Normandie. Il grandit en compagnie de son père, un guitariste qui lui transmet son amour de la musique.
Il monte pour la première fois sur scène à 7 ans avec le groupe de son père, et apprend en autodidacte la batterie, la basse, la guitare, le piano et le chant.
Le jeune garçon compose et écrit ses propres chansons.

### Carrière

#### Départ en Australie et début de carrière
À l'adolescence, il quitte la France et s'installe en Australie pour retrouver sa mère qu'il n'a jamais connue.
Malory étudie au lycée Barrenjoey de Sidney.
Il rencontre John Stone, père d’Angus et Julia, qui devient son mentor.
Il sort à 17 ans un premier disque en Australie, The Old Way, avec lequel il se fait repérer par le label français Atmosphériques qui décide de le rapatrier pour le signer.

#### AlbumBe / Être
Il débute ensuite l'écriture des chansons qui composeront son album studio  Be/Être. La productrice Bénédicte Schmitt lui suggère d'enregistrer ses chansons au studio Labomatic. Il y est repéré par le chanteur français Jean-Louis Aubert, leader en son temps du groupe Téléphone qui lui propose de co-produire, de l'aider à réaliser les différents titres de son album, et même de chanter en duo avec lui.
Malo' collabore également avec Charlie Winston, Albin de la Simone, Vincent Ségal, Colin Russell, Pierre Guimard du groupe Lilly Wood & The Prick et Oliver Smith.
L'album Be/Être (Columbia / Sony) sort le 23 juin 2017   et est tout de suite bien accueilli par le public et les critiques. S'ensuit une tournée dans toute la France pendant près de 2 ans (dont des premières parties de Charlie Winston, un Stade de France avec les Insus..) 
L'album a culminé au numéro 167 sur le tableau des albums français.

#### Destination Eurovision
Le 29 décembre 2017, Malo' est confirmé comme le premier artiste à participer à Destination Eurovision, la finale nationale organisée par France 2 pour sélectionner la candidature de la France au Concours Eurovision de la chanson 2018.
Lors de la première demi-finale, diffusée le 13 janvier 2018, il interprète une reprise de Wasting My Young Years de London Grammar, et sa chanson Eurovision Ciao. Il se qualifie pour la finale après avoir terminé troisième de la demi-finale. Les résultats en demi-finale ont été déterminés par un jury francophone et un jury international.
La finale est diffusée en direct le 27 janvier 2018. En finale, il se classe septième avec les jurys internationaux mais deuxième avec le public français, ce qui signifie qu'il termine troisième au classement général derrière Lisandro Cuxi et les gagnants Madame Monsieur.

#### EPPauseet préparation d'un nouvel album
Après le succès de l’album Be/Être, Malo' s’exile à Montréal, ville qui le marque par son dynamisme, sa culture, sa liberté et sa jeunesse. Il y commence la création de son nouvel album et de Pause
Afin de patienter avant l’arrivée de son second album, il sort en octobre 2022 l'EP Pause avec 5 titres dont le single Laisse-toi tranquille.
Son deuxième album Origami parait le 13 juin 2025.

## Discographie

### Albums
| Titre     | Détails                                                                                            | Meilleur classement |
| Titre     | Détails                                                                                            | FRA                 |
| --------- | -------------------------------------------------------------------------------------------------- | ------------------- |
| Be / Être | - Sortie : 23 juin 2017 - Label : Sony Music Entertainment - Format : Téléchargement numérique, CD | 167                 |
| Origami   | - Sortie : 13 juin 2025 - Label : In&Out - Format : Téléchargement numérique, Vinyle               | -                   |

### Singles
| Je croyais                                                                  | 2017 | 131 | Be / Être        |
| Ciao                                                                        | 2018 | 45  | Non-album single |
| "-" désigne un single qui n'a pas été enregistré ou qui n'a pas été publié. |      |     |                  |

- Marie Bastide et lui on composée la chanson Comme ci comme ça de Titouan représentant la France à l’Eurovision junior 2024.